# Sông Cầu Xe
Sông Cầu Xe là một con sông dài 6 km, là tuyến sông thuộc hệ thống đại thủy nông Bắc Hưng Hải, chảy qua 4 xã thuộc huyện Tứ Kỳ, tỉnh Hải Dương. Điểm đầu bắt nguồn từ ngã ba Mía giao với sông Thái Bình, xã Quang Trung, huyện Tứ Kỳ, tỉnh Hải Dương. Điểm cuối tại ngã ba Phượng Kỳ, xã Phượng Kỳ, huyện Tứ Kỳ, tỉnh Hải Dương.